# Felicia Stenroth
Maria Felicia Stenroth, född 7 april 1990, är en svensk författare, översättare och sjuksköterska.

## Biografi
Stenroth är uppvuxen i Köpenhamn, Blekinge och Växjö, och har gått på Jakobsbergs folkhögskolas skrivarverkstad. Hon har därefter studerat litterär gestaltning på Göteborgs universitet.
Hon debuterade 2012 med "Bilder som inte angår mig" som lanserats som del av en ny generation klasslitteratur.
Hennes roman "Handens rörelser" (2020) beskrevs som en osentimental arbetarroman för tjugohundratalet, med nästintill rättslösa arbetstagare som jobbar i tiotimmarspass på slumpvisa scheman. DN:s Anna Hallberg beskrev romanen som "skickligt skriven och smärtsam att läsa", för att romanen formulerar sig kärleksfullt och sakligt, utan att erbjuda några lösningar.
År 2020 tilldelades hon De Nios Julpris.

### Översättningar
- 2020 – Holm, Sandra. Har jag varit här förut: prosa. Förord: Jonsson Erik. [Bagarmossen]: Rastlös förlag. Libris t6rr6fszrkxd1jqw. ISBN 9789198405804